# 海倫額角三鰭䲁
海倫額角三鰭鳚（學名：Ceratobregma helenae），又稱額角三鰭鳚，為輻鰭魚綱䲁形目三鰭䲁科的其中一種，俗名狗鰷。分布於印度西太平洋海域，從聖誕島至美屬薩摩亞，北至臺灣海域，深度0至40公尺，本魚體延長呈圓柱狀，頭部呈紅色，帶有玫瑰色斑點，身體呈橄欖綠色，帶有不規則的淺色條紋和斑點，背鰭3個，背鰭硬棘18-20枚、背鰭軟條9-10枚、臀鰭硬棘2枚、臀鰭軟條19-21枚，體長可達3.2公分，棲息在珊瑚礁區岩縫，以藻類為食，雌魚產附著性卵在藻類築的巢，雄魚會守護卵，幼魚為浮游性，生活習性不明。